# Антонио Абети
Антонио Абети (итал. Antonio Abetti; 19. јун 1846 – 20. фебруар 1928) био је италијански астроном.
Рођен у општини Шемпетер - Вртојба, добио је диплому из математике, инжењерства и астрономије на Универзитету у Падови. Оженио се 1879. године Ђованом Колбачи са којом је имао два сина. Преминуо је у Арчетри.

## Рад
Абети је углавном радио на позиционој астрономији и обавио је пуно опсервација мањих планета, комета и звезда. Године 1874. био је део експедиције на челу са Пиертом Пачинијем која је посматрала транзит Венере стетоскопом. Касније је постао директор Опсерваторије Арчетри и професор на једном италијанском универзитету. Реновирао је Опсерваторију Арчетри тако што је у њу уградио нов телескоп.

## Заслуге
- Члан академије Линцеи.
- Чан Краљевског Астрономског друштва.
- Кратер Абети на Месецу је назван по Антонију и љеговом сину.
- Мања планета 2464 Абети је такође названа по Антонију и његовом сину.[2]